# Milton (Wisconsin)
Milton is een plaats (city) in de Amerikaanse staat Wisconsin, en valt bestuurlijk gezien onder Rock County.

## Demografie
Bij de volkstelling in 2000 werd het aantal inwoners vastgesteld op 5132. In 2006 is het aantal inwoners door het United States Census Bureau geschat op 5720, een stijging van 588 (11,5%).

## Geografie
Volgens het United States Census Bureau beslaat de plaats een oppervlakte van 8,4 km², geheel bestaande uit land. Milton ligt op ongeveer 271 m boven zeeniveau.

## Plaatsen in de nabije omgeving
De onderstaande figuur toont nabijgelegen plaatsen in een straal van 20 km rond Milton.